# Gabriella Ghermandi
Gabriella Ghermandi née en 1965 à Addis Abeba est une auteure, chanteuse et performeuse italo-éthiopienne contemporaine.

## Biographie
Gabriella Ghermandi est née en 1965 à Addis Abeba, d'un père italien et d'une mère éthiopienne. À l'âge de 14 ans, un an après le décès de son père, elle s'installe en Italie. Elle fait partie des fondateurs d'une revue sur la littérature de la migration, créée en 2003 (El Ghibli). Investie dans les projets culturels, elle a été directrice artistique d'un festival réunissant à Bologne des artistes du monde (Evocamondi).
Outre l'écriture de nouvelles et d'un roman, elle est également chanteuse et performeuse. Son œuvre traite des thématiques comme l'identité multiple ou l'écriture. Elle lit sur scène des textes adaptés notamment de récits oraux éthiopiens, souvent accompagnée de musique traditionnelle éthiopienne.

## Regard sur l'œuvre
Le fil rouge de l'écriture de Gabriella Ghermandi est l'interrogation sur l'identité, l'apport culturel que représente une double origine et les difficultés que cela représente. Du fait de sa double culture, son œuvre est imprégné de références aussi bien aux traditions éthiopiennes qu'à la culture italienne. 
Son premier roman, Regina di fiori e di perle, traite du déracinement d'une jeune éthiopienne perdant l'ancêtre auquel elle était le plus attachée. Gabriella Ghermandi y réécrit un passage du roman colonial d'Ennio Flaiano, Tempo di ucidere. Cette fois, la femme éthiopienne parvient à vaincre l'homme colon. C'est pour cette raison notamment que son roman est ancré dans l'Histoire italo-éthiopienne. Du conflit entre l'Italie et l'Éthiopie, jusqu'à la situation politique de l'Éthiopie du temps de l'écriture du roman, nous suivons une famille éthiopienne devant faire face aux difficultés qui se présentent à elle, sous le prisme du regard d'une jeune femme. On peut lui trouver une inspiration autobiographique.
Ce roman a été traduit en anglais en 2015.

## Liste des œuvres littéraires
- Il telefono del quartiere, nouvelle, 1999
- Quel certo temperamento focoso, nouvelle, 2000
- Regina di fiori e di perle, roman, 2007[4].